# Power Financial
Power Financial Corporation er et canadisk multinationalt investerings- og forsikringsselskab med hovedkvarter i Montreal, Quebec. Det er et datterselskab til Power Corporation of Canada. De har 28.400 ansatte (2019).